# 라핀 쿨타
라핀 쿨타(핀란드어: Lapin Kulta)는 핀란드의 맥주 브랜드로, 하트월이 제조한다. 원래 토르니오 양조장에서 생산하던 맥주였으나, 2010년 8월 31일 토르니오 양조장이 폐쇄 된 후 라흐티로 완전히 이전되었다.
최초의 양조장은 Torneå Bryggeri Akitiebolag라는 이름으로 1873년에 설립되었으며, 1963년 공식적으로 라핀 쿨타라는 이름으로 시작되었다.